# Simulium botulibranchium
Simulium botulibranchium är en tvåvingeart som beskrevs av Lutz 1910. Simulium botulibranchium ingår i släktet Simulium och familjen knott. Inga underarter finns listade i Catalogue of Life.